# Stensjön (Molla socken, Västergötland)
Stensjön är en sjö i Herrljunga kommun i Västergötland och ingår i Göta älvs huvudavrinningsområde. Sjön har en area på 0,132 kvadratkilometer och ligger 171,1 meter över havet. I sjöns sydöstra ände reser sig Fluxberget 40 meter över sjön där Biståsabäcken bildar vattenfallet Fluxfallet, där en iordningställd utsiktsplats finns. Runt sjön går den 3 kilometer långa Fluxfallsleden. I sjöns nordöstra ända finns en badplats.
Stensjön ingår i Molla fiskevårdsområde. I sjön finns abborre, gädda och mört.

## Delavrinningsområde
Stensjön ingår i det delavrinningsområde (643590-134045) som SMHI kallar för Ovan Vimleån. Medelhöjden är 186 meter över havet och ytan är 84,11 kvadratkilometer. Det finns ett avrinningsområde uppströms, och räknas det in blir den ackumulerade arean 107,76 kvadratkilometer. Nossan som avvattnar avrinningsområdet har biflödesordning 2, vilket innebär att vattnet flödar genom totalt 2 vattendrag innan det når havet efter 203 kilometer. Avrinningsområdet består mestadels av skog (60 %), öppen mark (11 %) och jordbruk (22 %). Avrinningsområdet har 0,21 kvadratkilometer vattenytor vilket ger det en sjöprocent på 0,3 %. Bebyggelsen i området täcker en yta av 1,6 kvadratkilometer eller 2 % av avrinningsområdet.

## Galleri

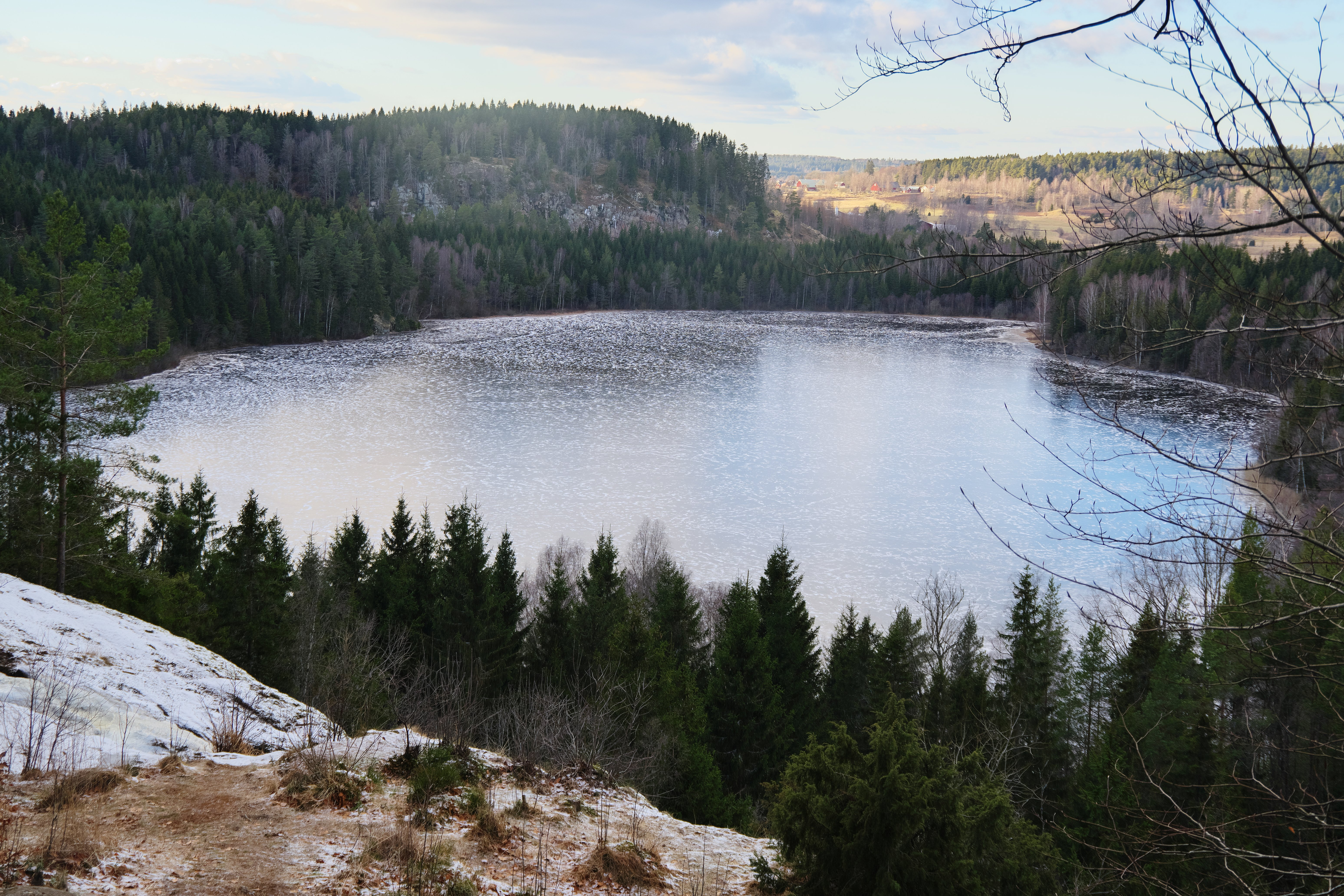
Utsiktåt norr från Fluxberget.
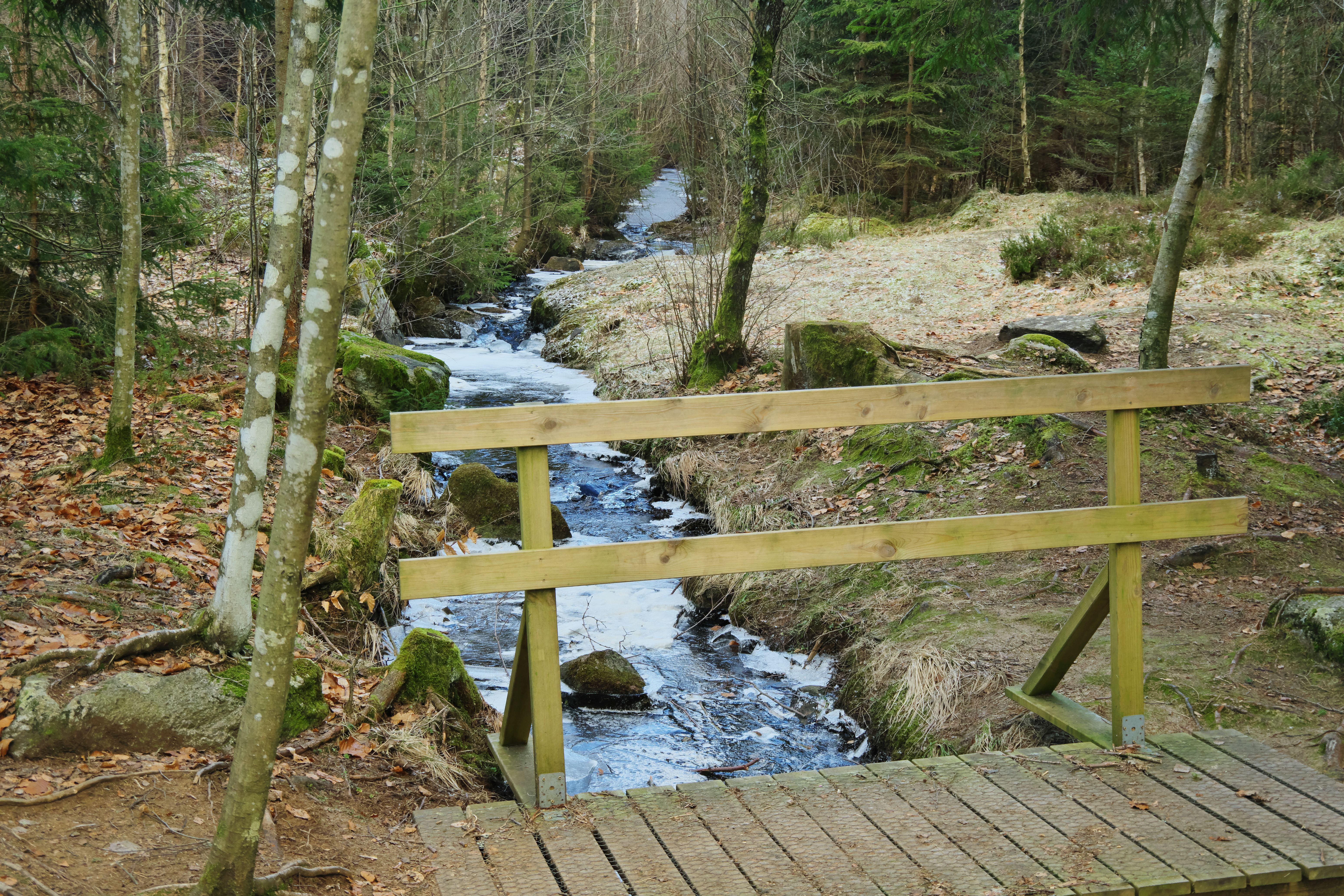
Bro över Biståsabäcken innan bäcken störtar ner i sjön.
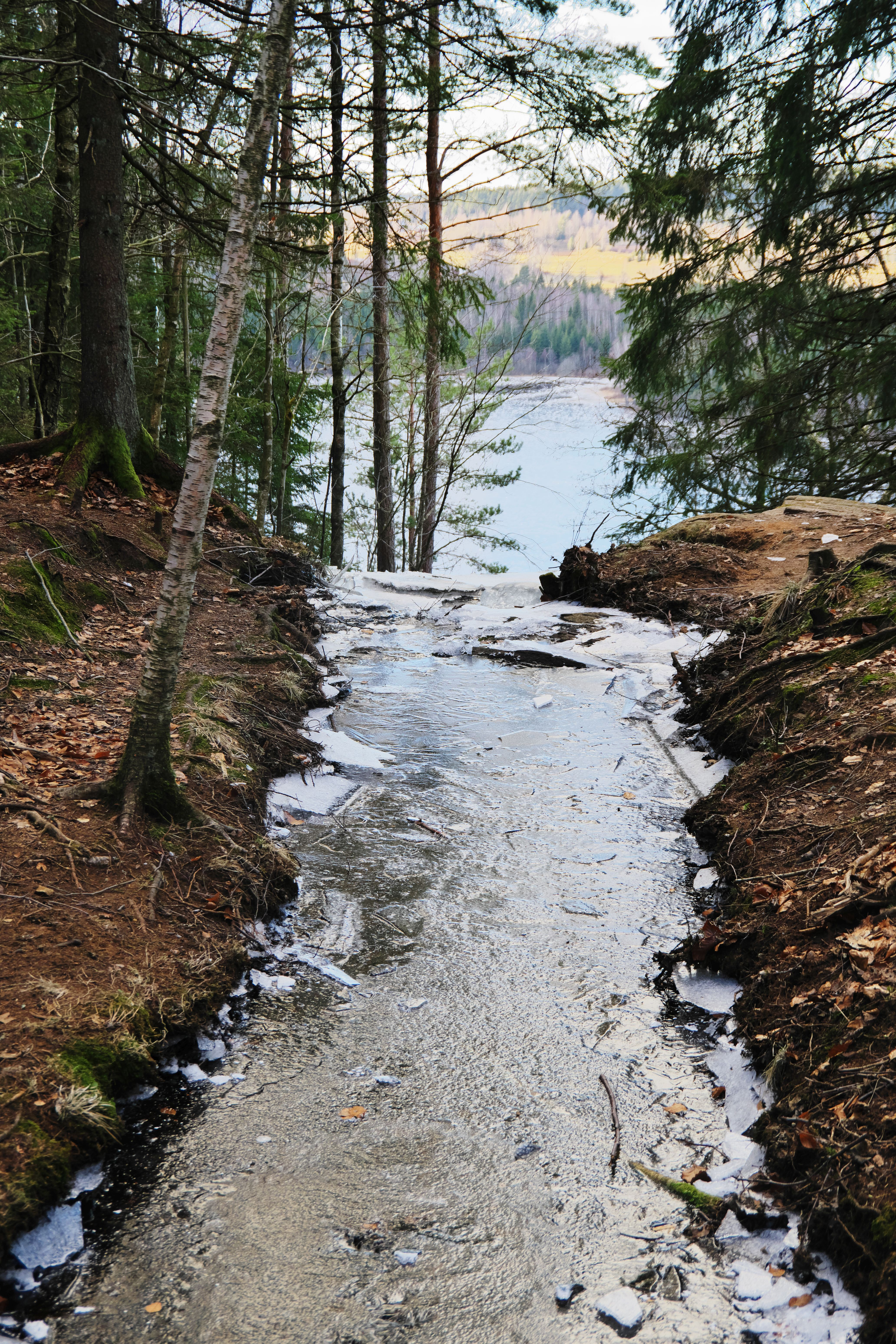
Biståsbäcken rinner över kanten.
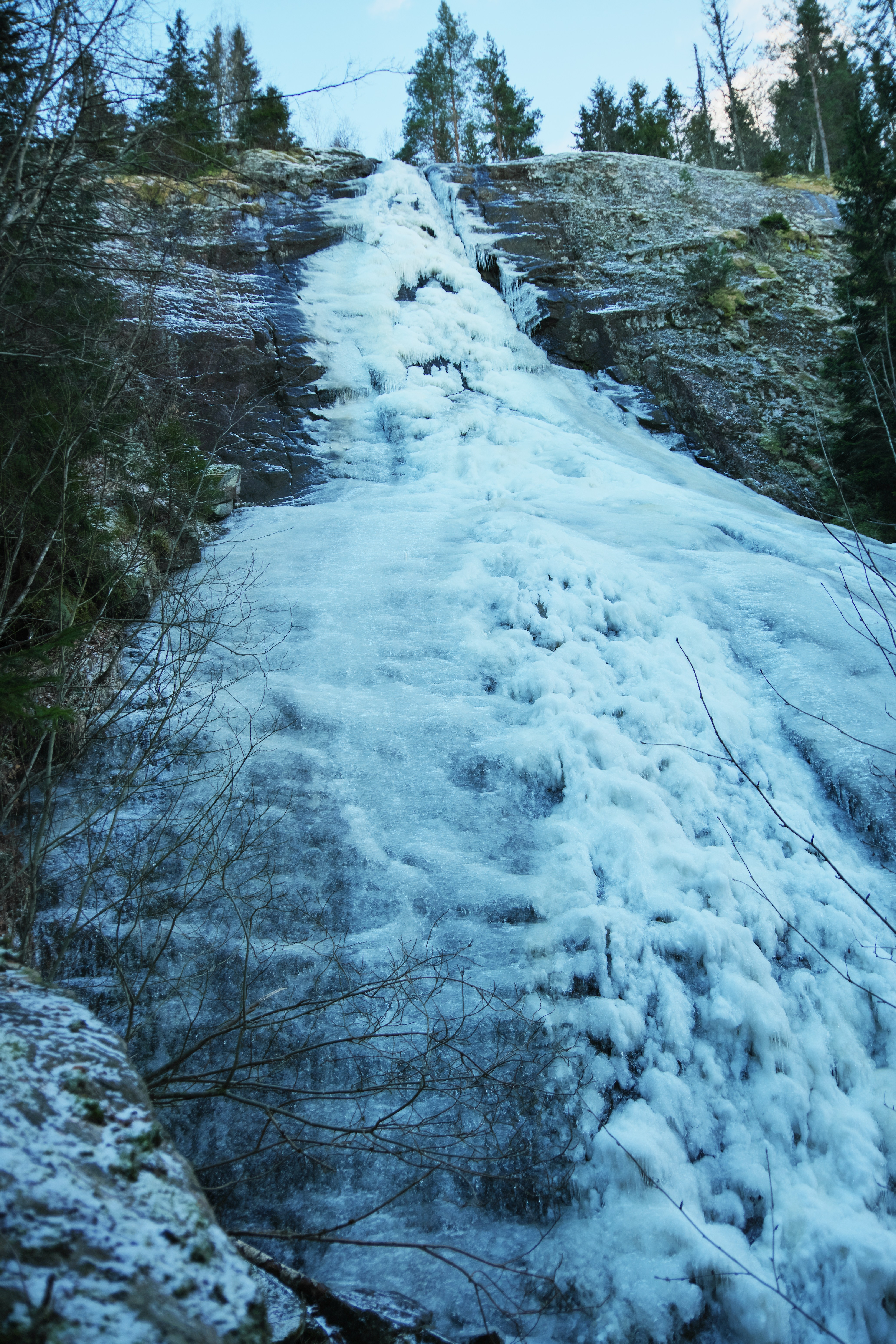
Foten av Fluxfallet innan det rinner in i sjön i februari 2025.
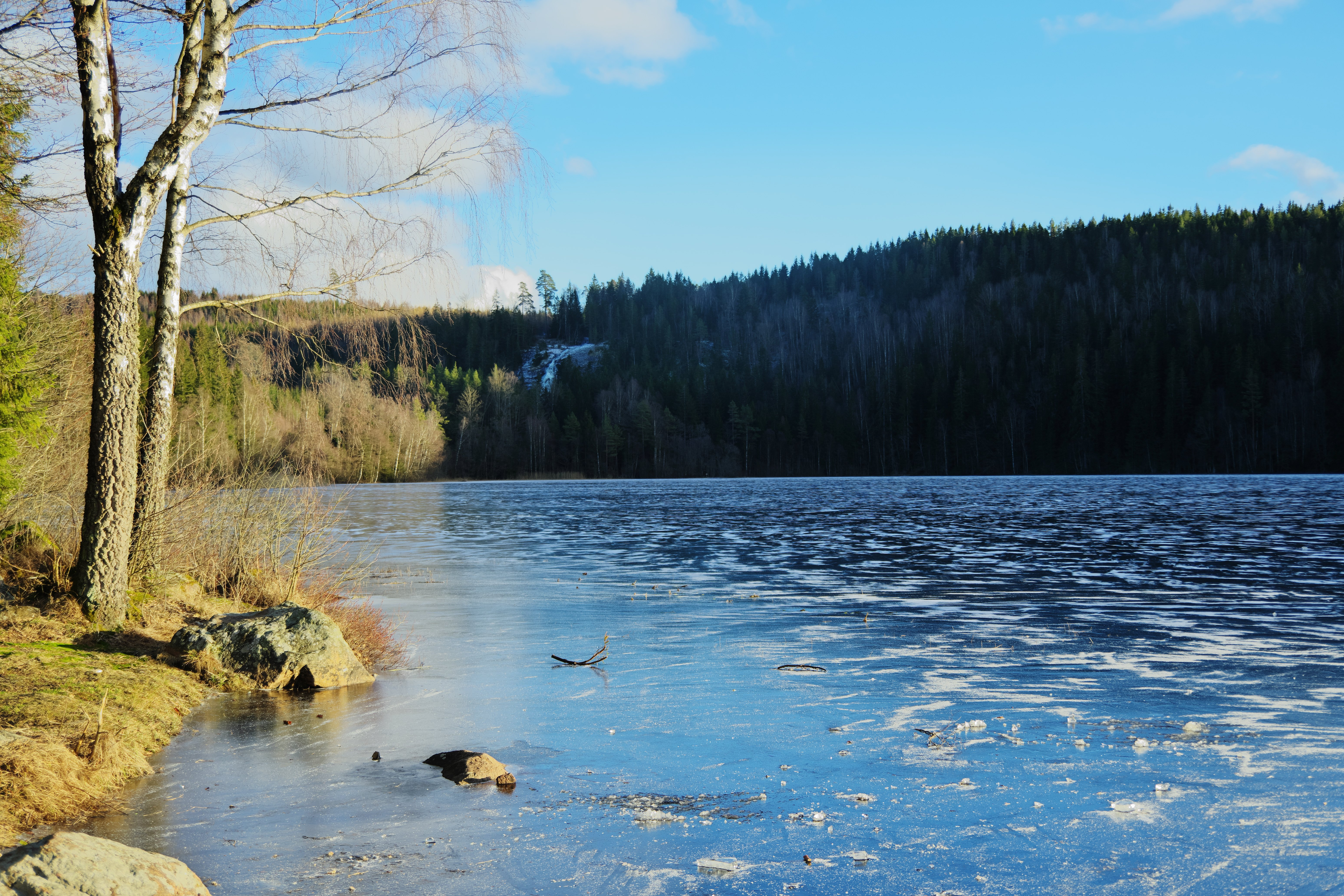
Badplatsen. På andra sigan sjön syns det 40 meter höga Fluxberget.